# Sinezona insignis
Sinezona insignis is een slakkensoort uit de familie van de Scissurellidae. De wetenschappelijke naam van de soort is voor het eerst geldig gepubliceerd in 1910 door E. A. Smith.